# Sýrie na Letních olympijských hrách 1996
Sýrie se účastnila Letní olympiády 1996. Zastupovalo jí 7 sportovců (6 mužů a 1 žena) v 5 sportech.

## Medailisté
| Medaile | Jméno       | Sport    | Soutěž        |
| ------- | ----------- | -------- | ------------- |
| Zlato   | Gáda Šuáová | Atletika | Ženy sedmiboj |